# Ivàixevo
Ivàixevo (en rus: Ивашево) és un poble de l'óblast de Vladímir, a Rússia, segons el cens del 2010 tenia 15 habitants. Pertany al districte de Kirjatx.